# Conferenza sull'etica
La Conferenza sull'etica (titolo originale: A Lecture on Ethics) è un testo che il filosofo Ludwig Wittgenstein lesse di fronte alla società degli Eretici (The Heretics) di Cambridge in una data compresa tra il settembre 1929 e il dicembre 1930.
La conferenza tratta l'argomento dell'etica da un punto di vista coerente con quello adottato dall'autore nel suo precedente Tractatus logico-philosophicus, ma si pone l'obiettivo di correggere gli errori di interpretazione commessi, secondo Wittgenstein, dalla maggior parte dei lettori del Tractatus. In altre parole, la Conferenza sull'etica afferma, come il Tractatus, che l'etica non può essere oggetto di un discorso scientifico, ma insiste maggiormente sul fatto che ciò non diminuisce per nulla il rispetto che è dovuto alla tendenza della mente umana a occuparsi dell'etica.
Il testo venne pubblicato a stampa nel 1965, nella rivista The Philosophical Review.

## Storia della composizione
La prima importante opera di Wittgenstein, il Tractatus logico-philosophicus, era stata pubblicata in inglese nel 1922. Nel 1929 Wittgenstein si trasferì a Cambridge, dove divenne fellow del Trinity College e lettore presso l'università. Alla fine degli anni venti, egli era fortemente turbato dalla convinzione che nessuno di coloro che avevano letto la sua opera l'avesse correttamente compresa.

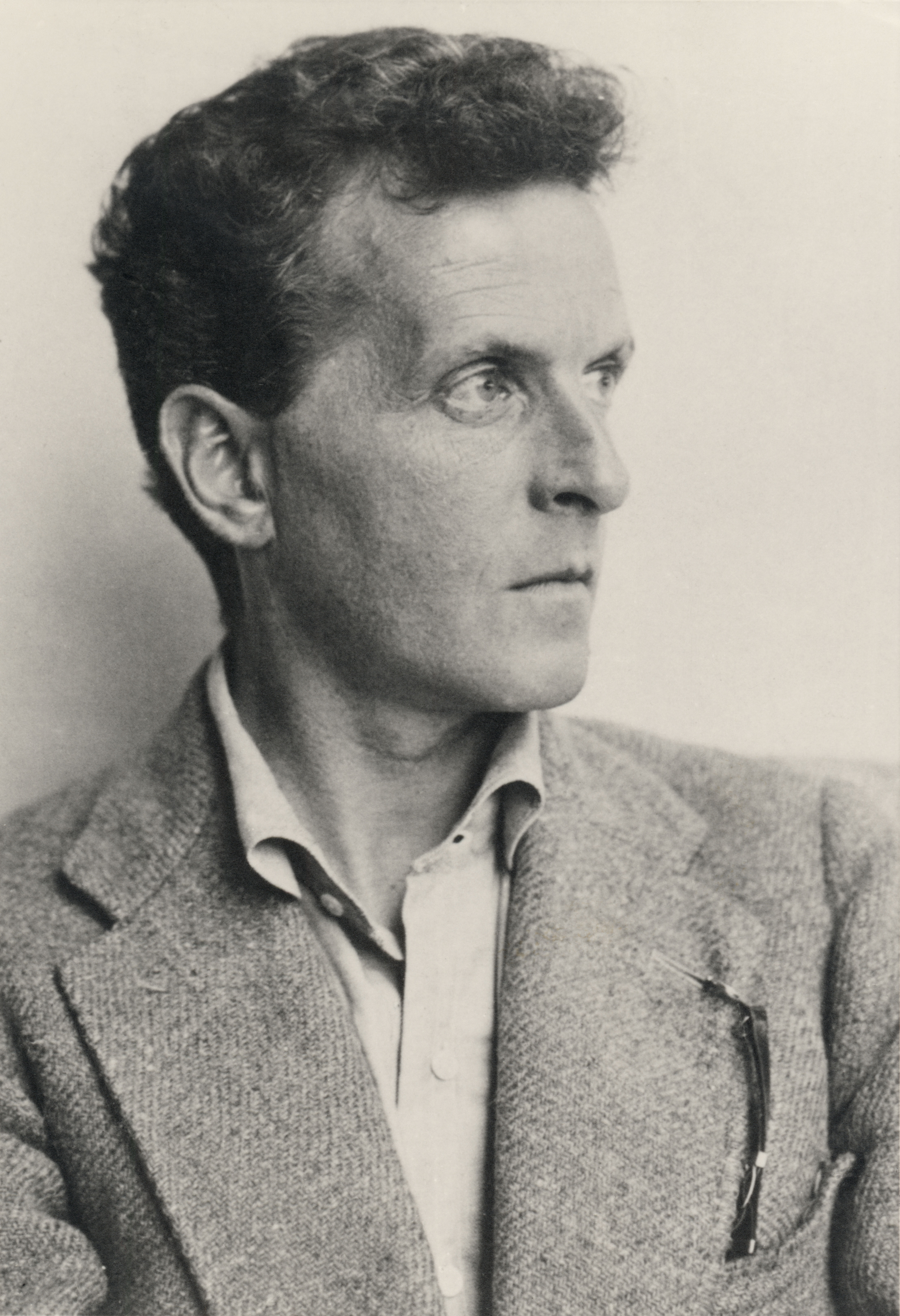
Ludwig Wittgenstein nel 1930.

Verso la fine del 1929, Wittgenstein fu invitato da C. K. Ogden, che insieme a F. P. Ramsey aveva lavorato sull'edizione inglese del Tractatus, a tenere una conferenza presso la società The Heretics, fondata alcuni anni prima da Ogden stesso. Libero di scegliere il proprio argomento, Wittgenstein decise di parlare di etica e di tentare, tramite un approccio quanto più possibile chiaro e accessibile, di correggere quei fraintendimenti che erano nati, nella maggior parte dei lettori del Tractatus, dalle sezioni dedicate in quell'opera all'argomento dell'etica.
La Conferenza sull'etica è l'unica conferenza divulgativa che Wittgenstein tenne nel corso della sua vita.

## Contenuto
La conferenza tratta dell'etica nel senso in cui il termine è inteso nel Tractatus logico-philosophicus: non tanto, quindi, nel senso della moralità della condotta (dei comportamenti), bensì nel senso di un'indagine intorno a ciò che in generale ha valore.
Wittgenstein osserva che, in un senso puramente relativo, si può definire "buona" qualsiasi azione che conduce a uno scopo arbitrario che ci si era prefissato. Qualcuno è dunque "un buon tennista" se è in grado di giocare a tennis con un certo grado di destrezza; se qualcuno è un "cattivo" tennista, costui può dire: "Certo, ma non mi interessa essere un buon tennista". Nel caso invece di qualcuno che dicesse una menzogna, e poi affermasse: "Certo, è un cattivo comportamento, ma non mi interessa comportarmi meglio", a ciò si potrebbe controbattere che si dovrebbe volersi comportare meglio. Questo, afferma Wittgenstein, è un giudizio di valore assoluto, non relativo.
Al contempo, sostiene l'autore, i giudizi relativi sono fondati in considerazioni fattuali. Se si dice che la via per andare da una città a un'altra è "la migliore", si può sempre tradurre questa espressione dicendo che è "la più breve", "la più rapida", "la meno trafficata" o simili. Viceversa, nessuna considerazione fattuale implica una valutazione in termini di valore assoluto. L'esempio che Wittgenstein porta è il seguente: se anche si descrivesse un efferato omicidio con la massima ricchezza di dettagli oggettivi, non si troverebbe in ciò nulla che possa contenere una condanna, un giudizio etico in senso proprio.
Un altro esempio di giudizio etico portato da Wittgenstein è il seguente. Nell'ambito del fattuale, ha senso meravigliarsi quando, per esempio, ci si aspetta che un certo oggetto sia in un certo luogo (magari perché lo si è visto recentemente proprio in quel luogo) e poi questa aspettativa viene delusa, disattesa. Esiste però anche un sentimento che si ha quando ci si meraviglia dell'esistenza del mondo. Questo sentimento, che secondo Wittgenstein è anche un elemento cruciale dell'esperienza religiosa, ha un carattere assoluto, e non fattuale, perché è impossibile immaginare che il mondo non esista.
Un discorso propriamente scientifico (secondo i criteri di una descrizione scientifica del mondo delineati nel Tractatus) non potrebbe contenere alcuna considerazione circa, ad esempio, il valore di una vita umana, e nemmeno circa l'esistenza del mondo. Esso potrebbe soltanto limitarsi a descrivere stati di cose.
In altre parole, una descrizione scientifica non potrebbe contenere alcuna valutazione etica. Il linguaggio scientifico, che è l'unico che sia propriamente in grado di formulare proposizioni dotate di senso, non può che descrivere fatti; i valori, che non sono riconducibili a fatti, non possono trovare espressione in tale linguaggio. Il tentativo di parlare di etica, di estetica o di religione, e in generale di ciò che ha valore, è secondo Wittgenstein un tentativo di trascendere i limiti del linguaggio. Sebbene logicamente illegittimo, tuttavia, questo tentativo di andare oltre ciò che si può dire scientificamente, questa «tendenza nell'animo umano», è secondo Wittgenstein un tratto essenziale dell'umanità stessa, e non dev'essere oggetto di biasimo né di ridicolo:
( L. Wittgenstein, Lezioni e conversazioni sull'etica, la psicologia e la credenza religiosa, a cura di Michele Ranchetti, Milano, Adelphi, 1967,  pp. 18-19.)
Rispetto all'interpretazione prevalente del Tracatus da parte dei contemporanei di Wittgenstein, quindi, che vi leggevano un'intenzione schiettamente positivista di delegittimare ogni tentativo di parlare di altro che non fossero stati di cose fattuali, la Conferenza sull'etica chiarisce il punto di vista dell'autore: il fatto che i problemi metafisici siano insolubili, e quindi in un certo senso non siano affatto problemi, non significa che l'ambito di ciò che ha a che fare con il valore non abbia un'importanza e una dignità sue proprie.